# Говардхана

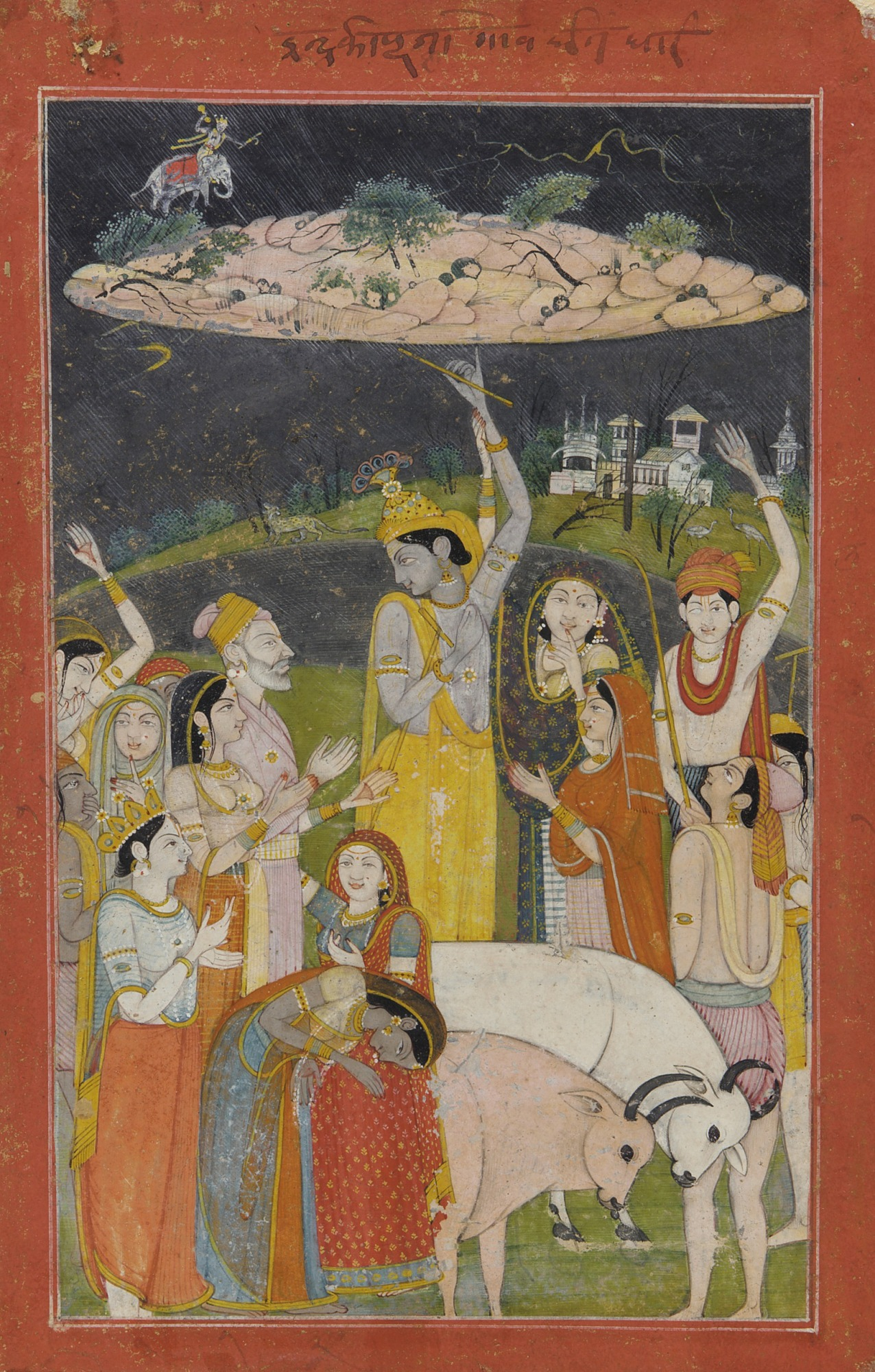
Кришна поднимает холм Говардхана

Говардха́н(а) (санскр. गोवर्धन, IAST: govardhana) — холм, расположенный неподалёку от города Вриндавана в штате Уттар-Прадеш, Индия. В вайшнавизме, Говардхана и окружающая его территория почитается священной и являются важным местом паломничества. Согласно Пуранам, более 5000 лет назад на этом месте Кришна и Баларама проводили свои божественные игры. Холм Говардхана играет особо важную роль в традициях кришнаизма, в частности в гаудия-вайшнавизме где Кришне поклоняются как верховной ипостаси Бога. Огромное число паломников посещает Говардхан каждый год. Они совершают парикраму — обходят вокруг Говардхана, играя на музыкальных инструментах и воспевая киртаны или просто занимаясь джапа-медитацией.
У слова «говардхана» есть два основных значения. Дословно го переводится как «коровы», и вардхана как «питание». Другое значение слова го это чувства, а вардхана также может означать «увеличивать» — в традициях Кришна-бхакти значение этого термина часто даётся как «то, что усиливает влечение чувств к Кришне». Последователи вайшнавизма верят в то, что Говардхан обладает личностной природой и благословляет человека увеличением преданности. Они считают, что просто по причине нахождения в непосредственной близости от холма Говардхана, все чувства достигают своего духовного совершенства и испытывают блаженство.

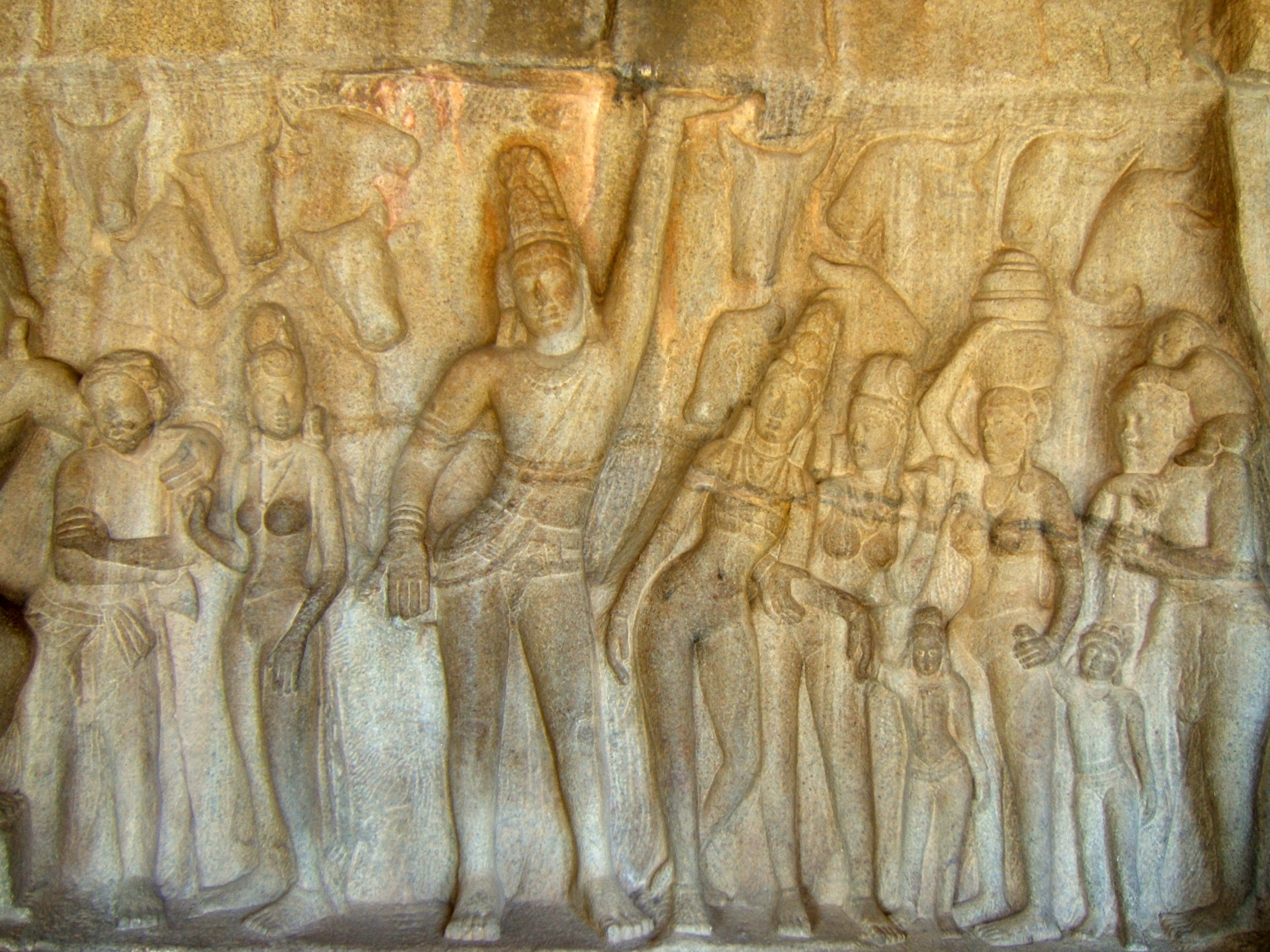
Кришна поднимает холм Говардхана. Барельеф VII века в Махабалипурам, Тамил-Наду

История Кришны и Говардхана описывается в «Бхагавата-пуране». Индра разозлился на маленького Кришну из-за того, что тот уговорил местных жителей приносить жертвы и поклоняться холму Говардхану вместо него. Индра призвал облака и устроил непрерывный ливень над всем регионом Вриндавана, который продолжался семь дней и ночей. Чтобы защитить людей и животных, Кришна поднял огромный холм Говардхану на мизинце левой руки, и все обитатели Вриндавана смогли укрыться под ним от дождя как под большим зонтом. В конце концов Индра признал своё поражение и, вознеся молитвы Кришне, удалился в свою небесную обитель — планету Индралоку. После этого холм Говардхана прославился во всех трёх мирах. Каждый год вайшнавы во всём мире празднуют в этот день фестиваль Говардхана-пуджа.
Местные жители отмечают Говардхана-пуджу по-разному. Как правило они устраивают пир и совершают парикраму вокруг Говардхана — в этот день по парикрама-маргу люди идут сплошным потоком, очень трудно пробиться, если надо просто перейти улицу или идти в обратном направлении. Почти все при этом совершают киртан — поют святые имена; днём и ночью слышны взрывы петард и ракет — это праздник, который длится несколько дней.